# Adam Kruszewski
Adam Kruszewski (ur. 25 listopada 1958 w Warszawie) – polski śpiewak operowy (baryton).
Absolwent Akademii Muzycznej im. Fryderyka Chopina w Warszawie (1985, klasa Edmunda Kossowskiego). Laureat międzynarodowych konsursów wokalnych. Solista Warszawskiej Opery Kameralnej, Wienner Kammeroper (sezon 1990/91) oraz Teatru Wielkiego – Opery Narodowej w Warszawie (od 1993).

## Partie operowe
- Adam (Raj utracony, Penderecki)
- Don Giovanni (Don Giovanni, Mozart)
- Figaro (Cyrulik sewilski, Rossini)
- Hrabia Almaviva (Wesele Figara, Mozart)
- Rodrigo (Don Carlos, Verdi)

## Nagrody
- 1987: Międzynarodowy Konkurs Wokalny w ’s-Hertogenbosch – II nagroda[1]
- 1988: Konkurs Wokalny im. Jana Kiepury - Grand Prix
- 1989: Międzynarodowy Konkurs Wokalny w Rio de Janeiro - II nagroda
- 1989: Międzynarodowy Konkurs Wokalny w Nantes - laureat
- 2004: Nagroda im. Andrzeja Hiolskiego[2]
- 2020: Teatralna Nagroda Muzyczna im. Jana Kiepury[3]